# AVROTROS
AVROTROS est une association d'audiovisuel public néerlandaise, créée en 2014 à la suite de la fusion entre AVRO et TROS. Le groupe fait partie de la Nederlandse Publieke Omroep.

## Histoire
Le 1er janvier 2014, les deux associations AVRO et TROS fusionnent et forment AVROTROS,. La fusion entraîne le licenciement de 41 salariés des deux associations, une porte-parole de la TROS explique que sans les licenciements « le téléspectateur serait victime de coupes budgétaires et nous ne voulons pas ça ».
Depuis le 7 septembre 2014, tous les programmes existants de l'AVRO et la TROS diffusent également sous le nom « AVROTROS ».

## Identité visuelle

Logo d'AVROTROS du 1er janvier 2014 au 1er octobre 2020.
Logo d'AVROTROS depuis le 1er octobre 2020.

## Programmes
Les divers programmes d'AVROTROS sont diffusés sur les chaînes de télévision NPO 1, NPO 2 et NPO 3 et les stations de radio NPO Radio 1, Radio 2, 3FM, Radio 4 et Radio 5.

### Émissions actuelles

#### Télévision
| Chaîne de télévision | Programme                         | Durée de production |
| -------------------- | --------------------------------- | ------------------- |
| NPO 1                | Beste Zangers (en)                | depuis 2014         |
| NPO 1                | Buitenhof (en)                    | depuis 2014         |
| NPO 1                | Concours Eurovision de la chanson | depuis 2014         |
| NPO 1                | EenVandaag (en)                   | depuis 2014         |
| NPO 1                | Flikken Maastricht                | depuis 2014         |
| NPO 1                | Maestro (en)                      | depuis 2014         |
| NPO 1                | Opgelicht?! (nl)                  | depuis 2014         |
| NPO 1                | Opsporing Verzocht (nl)           | depuis 2014         |
| NPO 1                | Radar (nl)                        | depuis 2014         |
| NPO 1                | Tussen Kunst & Kitsch (nl)        | depuis 2014         |
| NPO 1                | Vive la Frans (nl)                | depuis 2014         |
| NPO 1                | Wie is de Mol? (nl)               | depuis 2014         |
| NPO 1                | Flikken Rotterdam (nl)            | depuis 2016         |
| NPO 1                | Dit was het nieuws (en)           | depuis 2017         |
| NPO 2                | Nu te Zien! (nl)                  | depuis 2016         |
| NPO 3                | Draadstaal (en)                   | depuis 2015         |
| NPO Zapp             | Brugklas (en)                     | depuis 2014         |
| NPO Zapp             | Zappsport (nl)                    | depuis 2014         |

#### Radio
| Station de radio | Programme                        | Durée de production |
| ---------------- | -------------------------------- | ------------------- |
| NPO Radio 1      | Radio EenVandaag (en)            | depuis 2014         |
| NPO Radio 1      | Gouden Televizier-Ring Gala (nl) | depuis 2014         |
| NPO Radio 1      | Aan De Slag! (nl)                | depuis 2015         |
| NPO Radio 1      | Dr Kelder en Co                  | depuis 2018         |
| NPO Radio 2      | Corné Klijns Soul Sensations     | depuis 2014         |
| NPO Radio 2      | De Albumshow                     | depuis 2014         |
| NPO Radio 2      | Muziekcafé                       | depuis 2014         |
| NPO Radio 2      | Annemiekes A-lijst               | depuis 2017         |
| NPO Radio 2      | Rabbering Laat                   | depuis 2018         |
| NPO 3FM          | Opium                            | depuis 2014         |
| NPO 3FM          | Partij voor de Vrijdag           | depuis 2018         |
| NPO 3FM          | Twee Vier                        | depuis 2020         |
| NPO Radio 4      | De Klassieken                    | depuis 2014         |

### Anciennes émissions
| Chaîne de télévision | Programme     | Durée de production |
| -------------------- | ------------- | ------------------- |
| NPO 1                | Eén tegen 100 | de 2016 à 2018      |
| NPO 3                | Fort Boyard   | 2014                |